# Robert Marc Lehmann
Robert Marc Lehmann (* 7. Februar 1983 in Jena) ist ein deutscher Meeresbiologe, Fotograf und Kameramann, Umweltschützer, YouTuber sowie Autor.

## Wirken
Lehmann legte in Jena das Abitur ab und absolvierte den Zivildienst auf einer onkologischen Station. Er studierte Meeresbiologie an der Universität Kiel und ging nebenher auf Expeditionen. Nach eigenen Angaben war er bereits während seines Studiums Abteilungsleiter im Ozeaneum Stralsund. In dieser Funktion reiste er nach eigenen Angaben viel „um die Welt“, um für das Ozeaneum Fische aus der Wildnis zu fangen und so dessen Aquarien zu füllen. Laut dem Ozeaneum Stralsund war Lehmann hingegen nur Teamleiter vom 1. Dezember 2008 bis 30. November 2009 und habe lediglich drei Reisen nach Norwegen begleitet. Während dieser Zeit kam es bei ihm, so Lehmann selbst, zu einem Sinneswandel im Bezug auf Tierhaltung und zum Zerwürfnis mit den Vorgesetzten. Lehmanns Arbeitsvertrag wurde nicht verlängert. Er setzt sich seither gegen die Tierhaltung in Aquarien und Zoos ein.
Zusammen mit Christian Howe, Uli Kunz, Philipp Schubert und Florian Huber gründete er 2013 die Forschungstauchgruppe Submaris. Ihr Zweck ist das Planen und Durchführen von Tauchgängen, zumeist im wissenschaftlichen Auftrag. Er war zusammen mit den anderen Mitgliedern von Submaris in zwei Episoden der Nordstory des NDR zu sehen.
Lehmann bereiste nach eigenen Angaben bereits mehr als 120 Länder auf allen Kontinenten.
Er hält Vorträge zu Umweltthemen in Schulen und Multivisionsvorträge für Erwachsene und tritt als Ansprechpartner für verschiedene (meeres-)biologische Themen in den Medien auf. Umweltschutzorganisationen wie Greenpeace, WWF, Sharkproject, Stop Finning Deutschland e.V., Soko Tierschutz, Deutsches Tierschutzbüro, OceanCare, die Franz Weber Foundation und Earthrace Conservation arbeiten mit Lehmann zusammen. Durch seine Unterstützung konnte er der Initiative #StopFinningEU zum Schutz von Haien zum Erfolg verhelfen. Nach einem Videoapell an Youtuber und Politiker erhielt die Initiative innerhalb von einer Woche mehr als eine halbe Million Stimmen und überschritt das Quorum. Auch die Europäische Bürgerinitiative Fur Free Europe, die unter anderem Pelzfarmen in der EU verbieten möchte, unterstützte er mit Aufrufen zum Unterschreiben. Er begleitete zudem Aninova auf eine Pelzfarm. Die Initiative erreichte das Quorum von einer Million Unterschriften. Er ist für Dokumentationen, Forschungsprojekte und Fotoarbeiten unterwegs, unter anderem als Kameramann für die Fernsehsendung Terra X.
Für die Webserie KSK – kämpfe nie für dich allein durchlief Robert Marc Lehmann 2018 das Ausbildungsprogramm „Dschungelkampf“ des Kommandos Spezialkräfte. Er durchlief dabei das Ausbildungsprogramm begleitet von einem Kamerateam, welches Lehmanns Erfahrungen dokumentierte. Teilweise wurde die reißerische Darstellung der Serie kritisiert, welche sich mehr auf das Format und weniger auf Lehmann selbst bezog.
2019 gründete er den Mission Erde e.V. Der Verein will nach eigenen Angaben helfen, Projekte von Lehmann zu realisieren, Lebensräume zu erhalten und die Bevölkerung für den Schutz von Wildtieren und den verantwortungsvollen Umgang mit der Natur zu sensibilisieren. Lehmann arbeitete etwa bei der Bergung von Geisternetzen oder der Vorbereitung von Schulvorträgen mit dem Verein zusammen. Auch unterstützt sein gleichnamiges Buch den Schutz des Regenwaldes. Seit Herbst 2020 ist er für den Fernsehsender VOX als „Natur-Botschafter“ aktiv. Im Mai 2021 startete Lehmann den YouTube-Kanal Robert Marc Lehmann – Mission Erde, auf dem er Videos zum Thema Umweltschutz veröffentlicht. 2022 erreichte der Kanal bei den meisten Zugewinnen an Abos in Deutschland Platz 4. Im November 2022, während eines Livestreams mit Reaktion zu einer 7-vs.-Wild-Folge, rief ein Zuschauer zum Spenden auf. Innerhalb kürzester Zeit wurden über 100.000 Euro für Mission Erde gesammelt.

## Auszeichnungen
- 2013: Cannes Corporate Media & TV Awards, Bester 3D-Film mit Verborgene Welten – Die Höhlen der Toten von Regisseur Norbert Vander[27][28]
- 2013: Cannes Corporate Media & TV Awards, Beste Dokumentation in der Kategorie „Adventure & Travel“ mit Verborgene Welten – Die Höhlen der Toten von Regisseur Norbert Vander[27][28]
- 2015: Gewinner des National-Geographic-Fotowettbewerbs „Wildes Deutschland“[29]
- 2017: Deutscher Meeres-Filmpreis des Festivals CineMare[30] mit dem Film: Bei Auftrag – Abenteuer! zusammen mit dem Team von Submaris und dem NDR-Team um Thomas Mauch[31]
- 2018: „Mensch des Jahres“, Tauchen Magazin[32]
- 2021: GDT Naturfotograf des Jahres, 2. Platz Sonderkategorie We are family[33]
- 2022: „Mensch-Umwelt-Tierschutz-Medaille“ der Tierschutzpartei[34]
- 2025: 21st Century Adventurer Award[35]

## Werke
- mit Gerhard Wegner und Johanna Ricker: Michel und die Fischräuber. Michel, der kleine Weiße Hai / Geschichten aus der Unterwasserwelt. Verlag Gerhard Wegner, Offenbach am Main 2017, ISBN 978-3-9816809-5-9.
- Mission Erde – Die Welt ist es wert, um sie zu kämpfen. Verlag Ludwig, München 2021, ISBN 978-3-453-28141-7.
- Mission Erde – Meer als nur ein Bildband. Mission Erde Media, Köln 2022, ISBN 978-3-9824573-0-7.

## Filmografie

### Einzelfilme
- Robert Marc Lehmann: Abenteuer extrem (2020)[36]
- Robert Marc Lehmann: Dem Fuchshai auf der Spur (2020)[37]
- Mission Erde Spezial: Jagdfieber in Deutschland (2022)[38]
- Mission Erde Spezial: Das Sumatra-Nashorn (2022)[39]
- Mission Erde Spezial: Dschungelparadies Costa Rica (2022)[40]

### Dokumentarfilm-Serien
- Mission: Peru (2022)[41]
- 0800 SEE ORCA (2022)[42]
- Mission: Europa (2 Staffeln) (2022, 2023)[43][44]
- Mission: Uganda (2022)[45]
- Mission: Brasilien (2023)[46]
- Mission: Azoren (2023)[47]
- Mission: Bali (2 Staffeln) (2023, 2024)[48][49][50]
- Mission: Kanada (2023)[51][50]
- Mission: Hunderettung (Griechenland) (2024)[52]